# New Britain (Connecticut)
New Britain è un comune degli Stati Uniti, situato nella Contea di Hartford nello Stato del Connecticut.

## Geografia

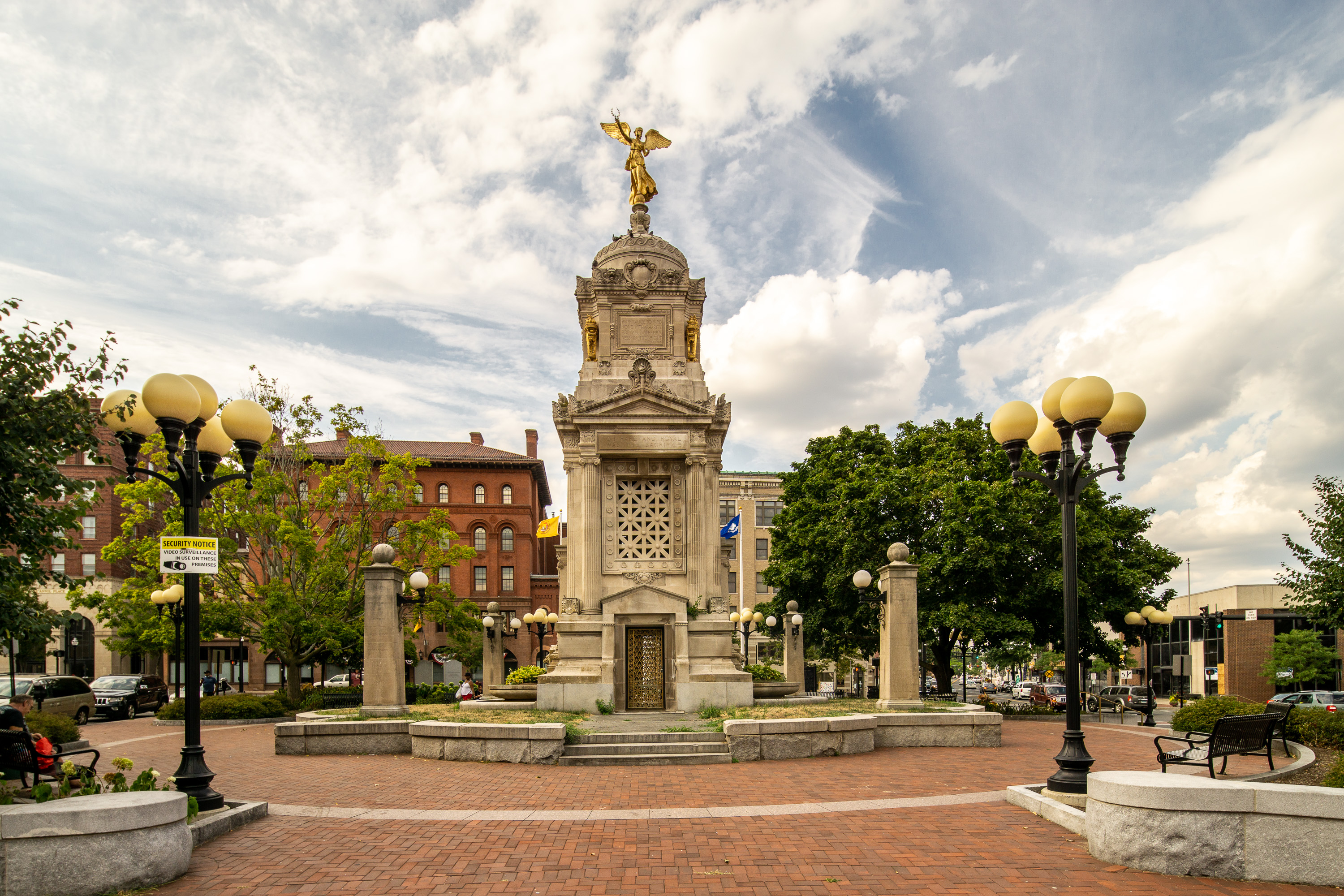
Memoriale della guerra civile nel centro di New Britain

È situato a 14 km a sudovest della capitale dello Stato. Secondo una stima del 2006 la popolazione era di 71 254 abitanti.

## Amministrazione

### Gemellaggi
New Britain è gemellata con sei città:
- Atsugi
- Pułtusk
- Rastatt
- Giannitsa
- Solarino
- Priolo Gargallo